# Filozof (Platon)
Filozof je hipotetično Platonovo delo, ki naj bi bilo zamišljeno kot nadaljevanje Sofista in Politika. Namig na to delo se nahaja v  uvodnem delu dialoga Sofist 217a, toda ne obstaja nikakršen dokaz ali omemba, da bi Platon to delo sploh kdaj napisal. V tem delu naj bi Platon predstavil lastnosti filozofa, njegovo vlogo in pomen v družbi, kakor je na podoben način ovrednotil sofista in politika. 